# Тімоті Ітон
Тімоті Ітон (березень 1834 — 31 січня 1907) був ірландським бізнесменом, який заснував мережу універмагів Eaton's, одну з найвідоміших мереж роздрібної торгівлі в історії Канади.

## Молоді роки і сім'я
Він народився в Балліміні, графство Антрім, Ірландія (нині Північна Ірландія). Його батьки були шотландськими протестантами, Джон Ітон і Маргарет Крейґ. Будучи 20-річним ірландським учнем крамаря, Тімоті Ітон приплив з Ірландії та оселився разом з іншими членами сім'ї в південному Онтаріо, Канада. 28 травня 1862 року Ітон одружився з Маргарет Вілсон Бітті. У них було п'ятеро синів і три дочки. Серед синів були Джон Крейґ Ітон і Едвард Янґ Ітон. Одна з дочок, Джозефіна Сміт Ітон, пережила затоплення RMS Lusitania біля узбережжя Ірландії в 1915 році. Його онука Айріс Бернсайд загинула під час того затоплення.

## T. Eaton Co. Limited

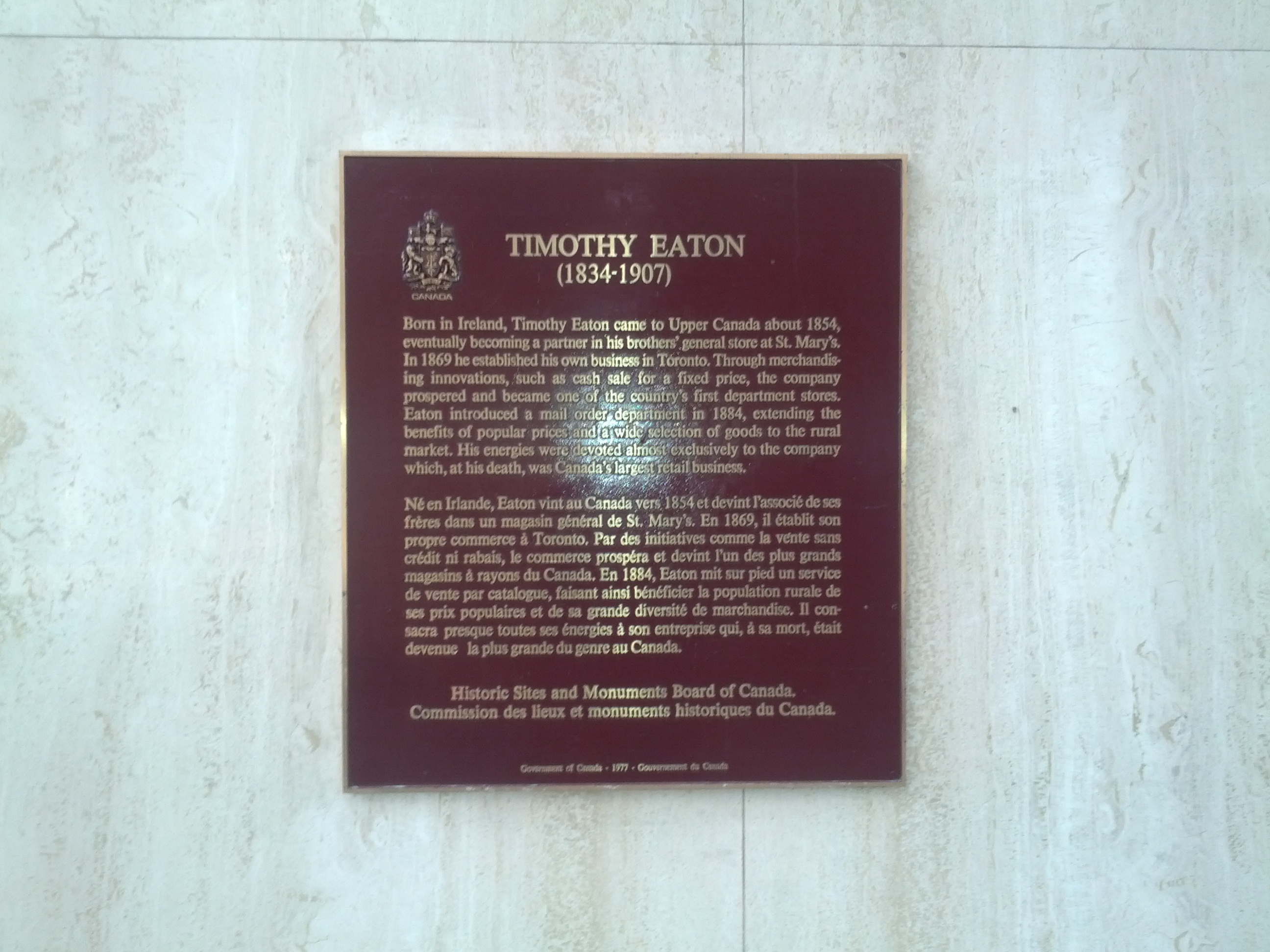
Табличка вшанування Ітона в Торонто

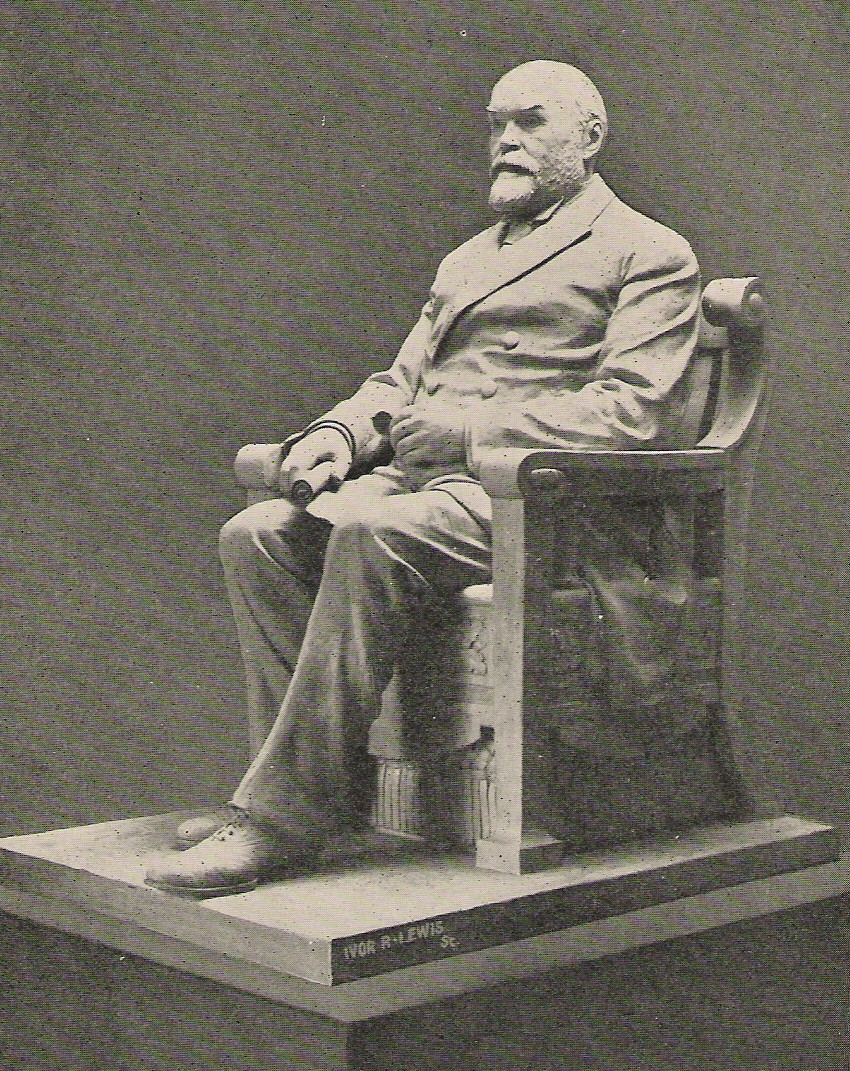
Ця бронзова статуя Ітона (сфотографована в 1919 році) знаходиться в Королівському музеї Онтаріо в Торонто; другий примірник — у Bell MTS Place у Вінніпезі

У 1854 році він недовго працював у галантерейній крамниці у Ґлен-Вільямсі, Онтаріо . Його сестра вийшла заміж за Вільяма Ріда; вони володіли фермою в Джорджтауні, Онтаріо, неподалік від Ґлен-Вільямса. У 1865 році за допомогою своїх братів, Роберта та Джеймса, Тімоті Ітон заснував пекарню в містечку Кірктон, Онтаріо, яка вже кілька місяців припинила роботу. Не злякавшись, він відкрив галантерейний магазин у Сент-Меріс, Онтаріо .
У 1869 році Ітон придбав існуючий галантерейний бізнес на Янґ-стріт, 178 у Торонто. Під час просування свого нового бізнесу Ітон застосував дві практики роздрібної торгівлі, які були новаторськими на той час: по-перше, всі товари мали фіксовану ціну (без торгівта без надання кредиту), а по-друге, усі придбання отримували гарантію повернення грошей (практика, виражена в тому, що стало давнім гаслом магазину «Або товар задовольняє покупця, або повернення грошей»).
Починаючи з 1884 року, Ітон познайомив Канаду з чудесами каталогу для замовлення поштою, охопивши тисячі малих міст і сільських громад пропозицією товарів, які раніше були недоступними. У цих крихітних громадах надходження каталогу Ітона стало важливою подією. Більше, ніж одяг, меблі чи найновіші кухонні пристосування, каталог пропонував такі практичні предмети, як доїльні апарати, і взагалі будь-які інші винаходи чи новинки. І, коли каталог нового сезону став застарілим, його сторінки слугували ще одним важливим призначенням у туалеті майже кожної сільської хати.
Ітон породив колосальну імперію роздрібної торгівлі, яку його нащадки розширили від узбережжя до узбережжя, досягнувши піку поширення під час Другої світової війни, коли в T. Eaton Co. Limited працювало понад 70 000 людей. Хоча Ітон не винайшов універмаг і не був першим роздрібним продавцем у світі, який запровадив гарантію повернення грошей, заснована ним мережа популяризувала обидві концепції та зробила революцію в роздрібній торгівлі в Канаді.

## Смерть і спадок

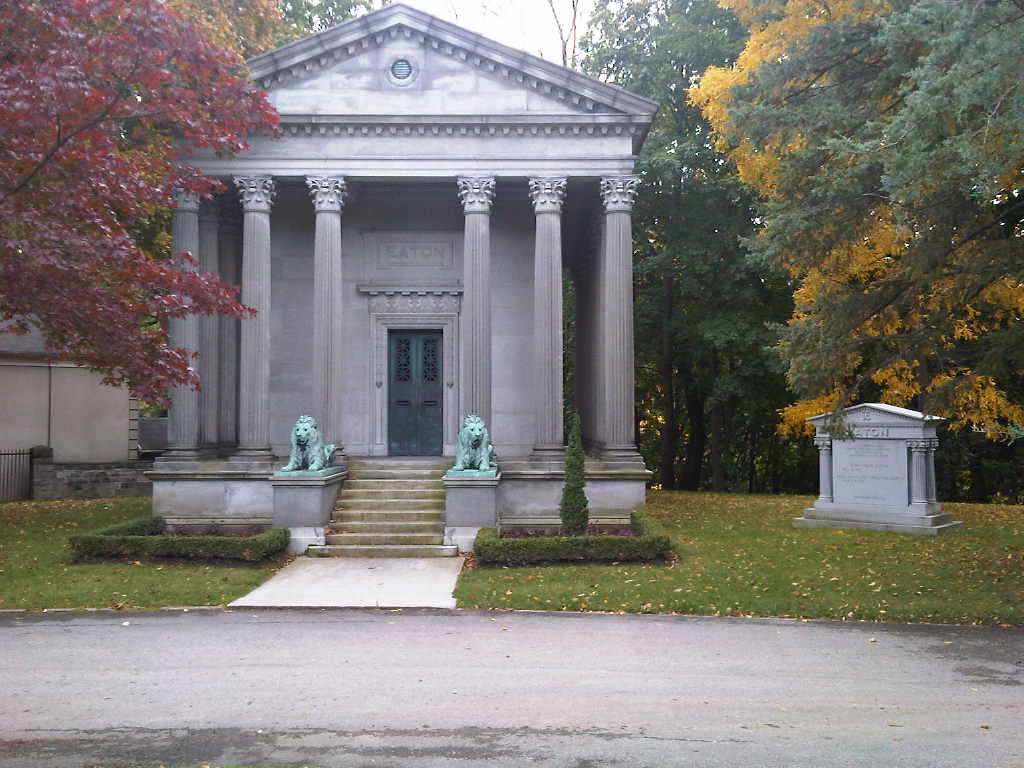
Мавзолей родини Ітонів на кладовищі Маунт-Плезант, Торонто

Ітон помер від пневмонії 31 січня 1907 року і похований на кладовищі Маунт-Плезант у Торонто. Його спадкоємцем став його син Джон Крейґ Ітон .
У 1919 році дві статуї Тімоті Ітона в натуральну величину були подаровані співробітниками Eaton магазинам Торонто та Вінніпега на святкування 50-річчя компанії. Протягом багатьох років існувала традиція для клієнтів як у Торонто, так і у Вінніпезі, щоб потерти носок статуї на щастя. Зараз статуя Торонто зберігається в Королівському музеї Онтаріо, а статуя Вінніпега стоїть на міській арені, Canada Life Center (колишній MTS Center і Bell MTS Place), майже в тому самому місці, де вона стояла в нині знесеному магазині Eaton. (хоча на один поверх вище). Відвідувачі музеїв у Торонто та хокейні вболівальники у Вінніпезі продовжують терти пальця на нозі Тімоті Ітона на щастя.
Його онуком був льотний ас Генрі Джон Берден . У 1985 році його праправнучка Ненсі Ітон була вбита подругою дитинства, яка була визнана невинною через неосудність.
Меморіальна церква Тімоті Ітона в Торонто була зведена в 1914 році.
Місто Ітонія, Саскачеван, було названо на честь Тімоті Ітона.
Стадіон Ballymena RFC, який спочатку був спортивним майданчиком Спортивної асоціації Мід-Антрім, називається Ітон-Парк.
Школа в районі Скарборо в Торонто, Бізнесовий і технічний інститут Тімоті Ітона, була названа на його честь. Школа відкрилася в 1971 році для занять і припинила роботу в 2009 році.